# ISO 3166-2:ZW
ISO 3166-2:ZW è la specifica dello standard ISO 3166-2, parte della norma ISO 3166 dell'Organizzazione internazionale per la normazione (ISO), che definisce i codici per i nomi delle principali suddivisioni dello Zimbabwe (il cui codice ISO 3166-1 alpha-2 è ZW).
Attualmente i codici coprono le 8 province e le 2 città con status di province (Bulawayo e la capitale Harare). Iniziano con la sigla ZW-, seguita da due lettere.

## Codici attuali
I codici e i nomi sono elencati nell'ordine standard ufficiale pubblicato dalla ISO 3166 Maintenance Agency (ISO 3166/MA).
| Codice | Suddivisione                | Tipo                          |
| ------ | --------------------------- | ----------------------------- |
| ZW-BU  | Bulawayo                    | città con status di provincia |
| ZW-HA  | Harare                      | città con status di provincia |
| ZW-MA  | Manicaland                  | provincia                     |
| ZW-MC  | Mashonaland Centrale        | provincia                     |
| ZW-ME  | Mashonaland Orientale       | provincia                     |
| ZW-MW  | Mashonaland Occidentale     | provincia                     |
| ZW-MV  | Masvingo                    | provincia                     |
| ZW-MN  | Matabeleland Settentrionale | provincia                     |
| ZW-MS  | Matabeleland Meridionale    | provincia                     |
| ZW-MI  | Midland                     | provincia                     |